# Gephyromantis tahotra
Gephyromantis tahotra is een kikker uit de familie gouden kikkers (Mantellidae). De soort werd voor het eerst wetenschappelijk beschreven door Frank Glaw, Jörn Köhler en Miguel Vences in 2011. De soort behoort tot het geslacht Gephyromantis.

## Leefgebied
De kikker is endemisch in Madagaskar. De soort komt voor in nationaal park Marojejy in het noordoosten van het eiland.